# Stovpîn, Busk
Stovpîn (în ucraineană Стовпин) este un sat în comuna Ceanîj din raionul Busk, regiunea Liov, Ucraina.

## Demografie
Componența lingvistică a localității Stovpîn
     Ucraineană (100%)
Conform recensământului din 2001, toată populația localității Stovpîn era vorbitoare de ucraineană (100%).